# Mălureni, Galați
Mălureni este un sat în comuna Nicorești din județul Galați, Moldova, România.
Satul Mălureni se găsește la o distanță de aproximativ 15 km de orașul Tecuci și la aproximativ 30 km de orașul Mărășești. Din centrul comunei Nicorești se ajunge în sat pe un drum pietruit ce măsoară aproximativ 4 km. Numele provine cel mai probabil de la piscurile de pe marginea Siretului - pot fi asemănate cu niște maluri uriașe (în jur de 30 m înălțime), pe care este asezat satul. Priveliștea de pe piscurile din apropierea Siretului este superbă, putând fi observat chiar și Mausoleul de la Mărășești, orașul Panciu și orașul Mărășești. 

## Atracții
O atracție deosebită o constituie lacul de acumulare și hidrocentrala ce se află pe Siret la aproximativ 5 km în amonte față de satul Mălureni. Zona este deosebită prin faptul că aerul este curat și împrejurimile sunt pline de atracții turistice. Nu în ultimul rând, în această zonă au fost scrise pagini întregi de istorie de-a lungul celor două Războaie Mondiale ale secolului al XX-lea, dar și în timpul vechilor domnitori români ca Ștefan cel Mare. În apropiere se găsesc mănăstirile Buciumeni (aproximativ 15 km de Mălureni), Sihastru (în judetul Vrancea) (aproximativ 20 km de Mălureni), precum și Mausoleul de la Mărășești (aproximativ 25 km de Mălureni).